# Кетрін Фієскі
Кетрін Фієскі — французько-британська політична експертка, науковиця та авторка, чия робота зосереджується на тому, як культура та суспільство перетинаються з політикою й економікою. Вона є директоркою-засновницею міжнародної консалтингової та дослідницької компанії Counterpoint. Роботі Фієскі приписують концептуалізацію «нового бачення популізму як ідеології».

## Освіта
Народилася в Сенегалі у родині французьких дипломатів, Навчалася у  середній школі у Франції, Італії та Сполучених Штатах, а тоді вступила до університету Макгілла в Канаді. 2000 року здобула ступінь доктора філософії, аналізуючи підйом французьких ультраправих у контексті ширшої європейської політики.

## Кар'єра
У 2005 році, на посаді директорки Центру вивчення європейського врядування (CSEG) Ноттінгемського університету, написала серію статей для журналу Prospect, а потім стала редакторкою, і писала про європейську та британську політику.
2005 року Фієскі приєдналася до британського аналітичного центру Demos, ставши його директоркою 2008 року.
Між 2009 і 2011 роками Фієскі була директоркою з досліджень у Британській Раді, керуючи внутрішнім аналітичним центром організації Counterpoint. 2011 року вона провела трансформацію Counterpoint у незалежну дослідницьку групу (і компанію, що займається громадськими інтересами), зосереджену на допомозі особам, які приймають рішення в бізнесі та політиці, зрозуміти «культурні фактори, що стоять за фінансовими, політичними ризиками та ризиками безпеки, щоб зрозуміти загрози та можливості, з якими стикаються їхні компанії» та організації ширше.
Наприкінці 2019 року Фієскі повернулася до академії на кілька місяців, щоб заснувати Інститут глобальної політики в Лондонському університеті королеви Мері.

## Підхід та експертиза
Фієскі є порівняльною аналітикинею: вона спеціалізується на використанні порівняльних методів для контекстуалізації політичної, соціальної та культурної динаміки. Вона також використовувала психоаналітичні підходи для дослідження відносин між особами, владою та інститутами в демократичних країнах і наслідків для політичної мобілізації та політичних результатів.
Фієскі опублікувала першу книгу про популізм 2004 року, але 2019 року робота науковиці набула більшої популярності з публікацією її книги «Популократія: тиранія автентичності та зростання популізму». Книга привернула широку увагу, зокрема у Financial Times, яка підкреслила, як Фієскі поєднує «концептуальний аналіз із реальними прикладами, щоб накреслити історичну еволюцію популізму». Рецензія на цю книгу Бена Маргуліса з Лондонської школи економіки доповнила «нові теоретичні внески» Фієскі як «бажане доповнення до літератури на цю тему». Рецензія на книгу в International Spectator зазначила, що Фієскі була «однією із видатних науковиць у галузі вивчення популізму за останні двадцять років».

## Робота над політикою інтеграції та мультикультуралізму
Фієскі також писала про різні форми радикалізму та мультикультуралізму. У лютому 2020 року вона опублікувала на brookings звіт про іслам, секуляризм і популістську політику у Франції.